# Cristóbal Oudrid
Cristóbal Oudrid y Segura (Badajoz, 7 de fevereiro de 1825 — Madrid, 13 de março de 1877) foi um compositor de zarzuelas, maestro e pianista espanhol.

## Biografia
O seu pai era músico das tropas napoleónicas nascido em Madrid em 1793 e estabeleceu-se em Badajoz, onde a partir de 1825 foi diretor da banda de música das Milícias Nacionais. A sua mãe era Antonia Segura González, nascida en Badajoz en 1801. Cristóbal Oudrid casou com Vicenta Muñoz Vallejo, sua conterrânea.
Como compositor é recordado por revitalizar a zarzuela, por peças das suas zarzuelas “El molinero de Subiza” e “El postillón de la Rioja” e a obra“El sitio de Zaragoza”, composta inicialmente como música incidental do drama teatral homónimo de Juan Lombía. Em 1851, juntamente com Joaquín Gaztambide, Rafael Hernando, Francisco Asenjo Barbieri, José Inzenga e Olona y Salas, fundou a Sociedad Artístico Musical para promoção da zarzuela.
Como maestro, dirigiu as orquestras do Teatro Real de Madrid e do Teatro de la Zarzuela.